# دو واب
دو واب (Doo-wop) هو صنف موسيقي يتبع الريذم أند بلوز نشأ بين الشباب الأمريكيين السود في الأربعينيات،  تأثر النوع بالغناء الديني وغناء الباربرسوب، وقد بدأ أساسا في مدن الساحل الشرقي وانتشر في أغلب المدن الكبرى.  يتميز هذا النوع بتناغم صوتي بين المجموعة مع لحن وإيقاع بسيطين، والاعتماد على القليل من الآلات أو بدون آلات. كلمات الأغاني بسيطة، عادةً ما تكون عن الحب ويغنيها المغني الرئيسي ويرافقه غناء الفريق المتناغم في الخلفية. يتولى مغنو الخلفية الغناء بمقاطع صوتية عشوائية ولا معنى لها (منها أتى اسم الصنف) هو سمة مشتركة لهذه الأغاني. اكتسب هذا النوع شعبية في الخمسينيات، وخاصة بين المراهقين، ثم تراجع أوائل الستينيات.